# Marajó
Marajó là một đảo ở cửa sông Amazon tại Brasil. Đảo là một phần của bang Pará.

## Địa lý
Với diện tích 40.100 km² (15.500 sq mi), đảo có kích thước tương đương với Thụy Sĩ, và là đảo lớn nhất hoàn toàn có nước ngọt bao quanh trên thế giới. Mặc dù bờ phía đông bắc của đảo hứng ra Đại Tây Dương, dòng chảy từ Amazon quá lớn nên vùng biển gần bờ không phải là vùng nước mặn. Thành phố Belém nằm ở phía nam, qua ngã ba phía nam (cũng gọi là sông Pará) của cửa sông. Hòn đảo nằm gần như trên xích đạo.
Có nhiều hòn đảo nhỏ hơn ở lân cận, bị chia tách với Marajó qua các dòng sông, chúng hợp thành quần đảo Marajó, với diện tích tổng cộng là 49.602 km² (19.151 sq mi).
Phần lớn hòn đảo bị ngập vào mùa mưa do mực nước cao của Amazon dọc theo bờ biển và các trận mưa lớn trong nội địa.
Phía đông của đảo do thảm thực vật xavan thống trị. Đảo có các fazenda (đồn điền cà phê) lớn cùng với ngành chăn nuôi. Trên đảo cũng có hồ Arari, có diện tích 400 km² nhưng co lại 80% vào mùa khô. Ngày nay trên đảo có nhiều đàn trâu đã được thuần hóa. Phía tây của đảo đặc trưng với các khu rừng Várzea và các nông trại nhỏ. Gỗ và açaí cũng được sản xuất tại đảo.
Phía bắc của khu vực xavan lớn là các đầm lầy lầy cọ, chủ yếu là cọ Buriti (Mauritia flexuosa) và Euterpe oleracea. Vào mùa mưa, đầm lầy bị ngập một mét nước.
Có 20 con sông lớn trên đảo. Do có mực nước dao động và thường xuyên có lũ lụt, nhiều khu dân cư được xây dựng với các nhà sàn (Palafitas). Các thị trấn quan trọng nhất nằm ở đông nam đảo: Soure, Salvaterra, và thành phố lớn nhất, Breves..
Đảo chia thành 16 khu tự quản thuộc 3 tiểu vùng:
- Tiểu vùng Arari:
  - Cachoeira do Arari
  - Chaves
  - Muaná
  - Ponta de Pedras
  - Salvaterra
  - Santa Cruz do Arari
  - Soure
- Tiểu vùng Furos de Breves:
  - Afuá
  - Anajás
  - Breves
  - Curralinho
  - São Sebastião da Boa Vista
- Tiểu vùng Portel:
  - Bagre
  - Gurupá
  - Melgaço
  - Portel

## Lịch sử
Trong đợt bùng nổ dịch cúm Tây Ban Nha vào các năm 1918–1919, Marajó là khu vực đông dân cư duy nhất trên thế giới không có ghi nhận về bất kỳ trường hợp bị bệnh nào. Hòn đảo cũng là nơi từng có một xã hội tiên tiến thời kỳ tiền Colombo là văn hóa Marajoara.